# 萨尔茨堡附近霍夫
萨尔茨堡附近霍夫是奥地利萨尔茨堡州萨尔茨堡城郊县的一个市镇。总面积19.7平方公里，总人口3430人，人口密度174.1人/平方公里（2005年）。